# Basketball-Bundesliga 1978-1979
La Basketball-Bundesliga 1978-1979 è stata la 13ª edizione del massimo campionato tedesco occidentale di pallacanestro maschile. La vittoria finale è stata ad appannaggio del TuS 04 Leverkusen.

## Risultati

### Stagione regolare
|     | Squadra           | G  | V  | P  | PF   | PS   | Pt. | Qualificazione       |
| --- | ----------------- | -- | -- | -- | ---- | ---- | --- | -------------------- |
| 1.  | MTV 1846 Gießen   | 18 | 13 | 5  | 1626 | 1477 | 26  | girone finale        |
| 2.  | TuS 04 Leverkusen | 18 | 13 | 5  | 1711 | 1512 | 26  | girone finale        |
| 3.  | SSC Gottinga      | 18 | 12 | 6  | 1512 | 1436 | 24  | girone finale        |
| 4.  | SSV Hagen         | 18 | 10 | 8  | 1564 | 1450 | 20  | girone finale        |
| 5.  | USC Heidelberg    | 18 | 10 | 8  | 1341 | 1384 | 20  | girone finale        |
| 6.  | MTV Wolfenbüttel  | 18 | 10 | 8  | 1491 | 1494 | 20  | girone finale        |
| 7.  | ASV Colonia       | 18 | 9  | 9  | 1487 | 1467 | 18  | girone retrocessione |
| 8.  | Post SV Bayreuth  | 18 | 6  | 12 | 1479 | 1551 | 12  | girone retrocessione |
| 9.  | 1. FC 01 Bamberg  | 18 | 5  | 13 | 1403 | 1526 | 10  | girone retrocessione |
| 10. | Aschaffenburg     | 18 | 2  | 16 | 1495 | 1812 | 4   | girone retrocessione |

### Girone retrocessione
|    | Squadra          | G  | V  | P  | PF   | PS   | Pt. | Qualificazione                         |
| -- | ---------------- | -- | -- | -- | ---- | ---- | --- | -------------------------------------- |
| 1. | ASV Colonia      | 24 | 15 | 9  | 2054 | 1979 | 30  |                                        |
| 2. | Post SV Bayreuth | 24 | 9  | 15 | 2021 | 2072 | 18  |                                        |
| 3. | 1. FC 01 Bamberg | 10 | 8  | 16 | 1964 | 2081 | 16  | retrocesse in 2. Basketball-Bundesliga |
| 4. | Aschaffenburg    | 24 | 2  | 22 | 2057 | 2455 | 4   | retrocesse in 2. Basketball-Bundesliga |

### Girone finale
|    | Squadra           | G  | V  | P  | PF   | PS   | Pt. |
| -- | ----------------- | -- | -- | -- | ---- | ---- | --- |
| 1. | TuS 04 Leverkusen | 28 | 22 | 6  | 2690 | 2306 | 44  |
| 2. | MTV 1846 Gießen   | 28 | 17 | 11 | 2403 | 2282 | 34  |
| 3. | MTV Wolfenbüttel  | 28 | 16 | 12 | 2293 | 2310 | 32  |
| 4. | SSC Gottinga      | 28 | 16 | 12 | 2307 | 2221 | 32  |
| 5. | SSV Hagen         | 28 | 15 | 13 | 2359 | 2306 | 30  |
| 6. | USC Heidelberg    | 28 | 12 | 16 | 2053 | 2182 | 24  |

| Basketball-Bundesliga 1978-1979 |
| ------------------------------- |
| TuS 04 Leverkusen 5º titolo     |

## Formazione vincitrice
| N° | Naz.                      | Ruolo | Sportivo        |  | Alt. |  |
| -- | ------------------------- | ----- | --------------- |  | ---- |  |
|    | Stati Uniti (bandiera)    | P     | Greg Lee        |  | 191  |  |
|    | Germania Ovest (bandiera) | GA    | Vladimír Kadlec |  | 192  |  |
|    | Stati Uniti (bandiera)    |       | Pete Miller     |  |      |  |
|    | Germania Ovest (bandiera) | C     | Norbert Thimm   |  | 205  |  |